# Културни центар Магацин
Културни центар Магацин је отворен 2007. године у Београду, у улици Краљевића Марка 4-8, и чини простор намењен уметности, култури и друштвености. Кроз модел отвореног календара свакодневно је бесплатно доступан стотинама корисника који заједно доприносе очувању и унапређењу простора и његовој све већој видљивости и значају.

## Историјат
У јуну 2007. године у простору бившег Нолитовог складишта отворен је Културни центар Магацин у Краљевића Марка 4-8, као алтернативни културни центар за припрему и презентацију изложбених, сценских, трибинских, филмских, едукативних и других програма независне културе. 
Правни статус Магацина је нерегулисан али он упркос томе наставља да функционише. 
Корисници Магацина још од увођења модела отвореног календара 2015. солидарно преузимају на себе да континуирано брину о простору, одржавају га и унапређују – кроз свакодневно одговорно коришћење, радне акције и уз материјалну подршку шире заједнице.
Године 2018. корисници Магацина уз материјалну подршку платформе FundAction изводе и бројне инфраструктурне радове на унапређењу простора.

## О културном центру Магацин
Културни центар Магацин је један од ретких простора у којем постоји слобода стварања, експериментисања и представљања ауторског рада кроз различите области уметности. Његови ресурси расположиви су уметничким организацијама, удружењима, неформалним групама и појединцима, како за рад и реализацију програма у области савремене уметности и културе, тако и за шири спектар друштвених пракси.
У овом простору није дефинисан програмски и кустоски концепт. Програм настаје тако што га различити корисници производе, па је у том смислу прилично отвореног типа - све док је у складу са неким постављеним вредностима, свако може презентовати свој рад у Магацину.
Из месеца у месец, кроз њега пролази много плесача, бициклиста, уметника, писаца, филмаџија, кустоса итд., који Магацин користе за рад, разоворе, дебате, представе, филмове, радионице, курсеве итд.
Узимајући у обзир да је простора за културу све мање, колектив Магацина непрестано настоји да унапреди простор и услове рада на културној независној сцени и пружи прилику уметницима да се представе широј јавности.
Магацин је вишенаменско место сусретања, динамичности, заједничког рада, подршке и солидарности. Од увођења отвореног календара, који подразумева да свако може да закаже термин свог програма, Магацин је постао место напредовања.
Упркос покушајима власти да га у неколико наврата затвори, овај самоорганизовани друштвено-културни центар успео да опстане. Иако је питање опстанка увек присутно, доказ да је овакав простор неопходан, јесте све већа посећеност актуелних прогама који се ту одигравају. Магацин опстаје и развија се захваљујући борби и самоорганизованом раду бројних актера независне културне сцене, уметника, активиста и њихових пријатеља и сарадника.
Културни центар Магацин је културно-друштвени центар и представља ресурс којим управља заједница корисника према заједнички утврђеним правилима.
Простори, програми и други ресурси Магацина доступни су у следећим областима деловања:
- савремена уметност и култура
- програми намењени развоју и јачању капацитета организација цивилног сектора, неформалних група, појединаца и других субјеката у области културе, образовања, младих, медија, људских права, социјалних питања, урбаног развоја и животне средине.[5]

### Вредности Магацина
- Једнакост и праведност - није дозвољена било каква дискриминација, злостављање, узнемиравање и искоришћавање.
- Професионалност и одговорност - професионално и одговорно понашање у реализацији програма и другим активностима.
- Партиципација – сви потенцијални корисници имају једнаке услове коришћења и једнаке шансе учествовања и суодлучивања.
- Сарадња – настојање да се успостави и одржи однос који се базира на сарадњи и међусобном поверењу.
- Доступност – програми који се одвијају у Магацину су отворени за све, бесплатни и  треба да буду доступни што је могуће широј популацији.
- Финансијска транспарентност – финансије се воде на транспарентан и одговоран начин.
- Поштовање личне аутономије рада и уметничког (културног) стваралаштва –  сви корисници имају право да користе Магацин.
- Друштвена промена – кључно је да се негују програми и активности за добробит веће групе људи и друштва у целини, односно јавно добро.[5]

### Недозвољена понашања и програми
- Дискриминација – дискриминација која се темељи на религији, етничкој или националној основи, раси, полу, сексуалној оријентацији, имовинском стању, животном стилу, годинама, инвалидности, политичком опредељењу или здравственом стању.
- Узнемиравање – непримерено понашање према другим члановима: физички и вербални напади, застрашивања, стварање непријатних радних околности.
- Религијски програми – Ресурси се не могу користити за религијске програме и скупове у организацији удружења или других субјеката које су у својој примарној оријентацији религиозног карактера, односно који заступају поједину религију.
- Политичке странке – Магацин не могу користити ни политичке странке.
- Приватизација простора – Магацин је заједнички ресурс који користи великом броју људи и организација, те је стога недопустива било каква приватизација или присвајање појединачних или више простора.
- Остваривање профита – Сви садржаји у Магацину су бесплатни за кориснике и публику, стога у Магацину није могуће реализовати програме који су комерцијалног карактера, односно активности и програми који се наплаћују.[5]

## Простори Магацина

### Магацин у Краљевића Марка 4
Највећи део Културног центра Магацин налази се на адреси Краљевића Марка 4. Сама зграда је у власништу Града Београда, а претходно је била складишни простор издавачке куће Нолит, и обухвата простор површине 2.000 м2 и укључујући приземље, подрум и таван. Тавански простор површине 274 м2 је још увек нефункционалан.
Приземље и подрум су подељени  на 8 просторних целина:
- Централни простор је мултифункционални простор који се користи за пробе, тренинге, представе, перформансе, изложбе, трибине, филмске пројекције итд.
- Плесна сала је простор који располаже професионалним плесним подом и углавном се користи за плесне пробе, перформансе, тренинге и едукацију.
- Cowork је простор за заједнички канцеларијски рад, али се користи и за састанке, радионице, предавања, читаће пробе.
- Сала за састанке је просторија канцеларијског типа и користи се за састанке, радионице, предавања и читаће пробе.
- Илегални биоскоп је први простор Културног центра Магацин који је добио специфичну намену. Углавном се  користи за пројекције, али се у њему могу одржавати и пробе, изложбе и перформанси.
- Подрум (без Мале сцене) се користи као комбиновани простор, за складиштење материјала и опреме, али се слободни простори у Подруму могу користити и за различите активности: изложбе, инсталације, перформансе. У Подруму се налазе боксеви у којима редовни корисници Магацина складиште своје ствари, реквизите и штампани материјал, боксеви са заједничком техником и сировим материјалом, зона у којој се складишти Магацински мобилијар, те део простора у ком је инсталиран импровизовани плесни под.
- Мала сцена је део подрумског простора у ком се налази импровизовани плесни под и користи се за театарске и читаће пробе, као и плесне и физичке активности које не захтевају професионални плесни под. Може се користити за јавне наступе.
- Глува соба је просторија која се налази у приземљу Културног центра Магацина, а користи за одлагање техничке опреме и реквизита који се учестало користе.[6]

### Магацин у Краљевића Марка 6
На адреси Краљевића Марка 6 налази се други подрумски простор Културног центра Магацин површине 350 м2. Као и простор на адреси Краљевића Марка 4, део је бившег Нолитовог складишта и у њему се одржава отворена радионица.
- Пракса / Радионица је отворена радионица опремљена универзалним алатима и машинама, подељена по секторима за рад са металом, дрветом, електроником, текстилом, и секторима за штампу и бициклизам. Пракса је доступна преко отворених дана, када су “домаћини радионице” дежурни. [7]

### Магацин у Краљевића Марка 8
На адреси Краљевића Марка 8 налази се део простора површине 128 м2, који је мало издвојен од остатка Културног центра Магацин. 2016. године тај простор постаје Оставинска.
- Оставинска се најчешће користи за изложбе, али може се користити и за перформансе, пробе, састанке, различите разговорне програме. [8]